# Battaglia dei tre fiumi
La battaglia dei tre fiumi (indicata anche come battaglia del Senio dal nome del Senio su cui correva la linea del fronte) fu uno scontro armato avvenuto durante la seconda guerra mondiale in Italia.
Si svolse nell'aprile 1945 fra le forze tedesche della X armata e quelle britanniche e polacche dell'VIII armata britannica. La battaglia vide una serie di azioni, condotte principalmente dalla 2ª divisione neozelandese, dalla 5ª divisione polacca contro la linea tenuta dall'esercito tedesco. In forza nella VIII Armata Britannica anche la Brigata Ebraica. Lo scontro si risolse con lo sfondamento della linea difensiva tedesca e l'avanzata dell'armata britannica.

## Il contesto storico
Dopo lo sfondamento della Linea Gotica, avvenuto alla fine del settembre del 1944, le forze britanniche furono bloccate a Savignano sul Rubicone dal fiume in piena. Il blocco dell'avanzata alleata venne sfruttato da Kesselring (comandante del Gruppo d'Armate C) per creare una linea difensiva in profondità appoggiandosi, in Romagna, ai fiumi Senio, Santerno e Sillaro (in successione) per tenere il fronte italiano a oriente di Bologna. L'VIII Armata giunse al Senio nel dicembre 1944.
Oltre il torrente si trovavano già schierate le divisioni della X armata tedesca, e, pochi giorni dopo l'arrivo dei britannici si scatenò l'offensiva italo-tedesca in Garfagnana, che richiese lo spostamento di truppe verso occidente. Una volta stabilizzata la situazione sul fronte della V armata statunitense, cioè ai primi di gennaio 1945, i comandanti alleati ritennero opportuno arrestare le azioni offensive, memori dei disastrosi risultati delle offensive invernali effettuate a Cassino nel corso dell'inverno precedente.

## Le forze contrapposte
Nel corso dell'inverno furono ritirate dal fronte italiano, per essere trasferite su altri fronti, sia divisioni tedesche sia divisioni alleate. In marzo, le forze che si fronteggiavano sul Senio:
- per i tedeschi erano concentrate nella 26. Panzer-Division e nello Schwere Panzerabteilung 504 (504º Reparto corazzato pesante) su carri Tiger. Erano inoltre presenti diversi gruppi da combattimento, comprendenti anche reparti della RSI[6],  in particolare il Battaglione Lupo della Decima MAS, organizzati attorno a semoventi d'assalto;
- le forze britanniche erano composta da una divisione neozelandese (2nd New Zealand Infantry Division), due divisioni polacche (raggruppate nel II Corpo polacco), una divisione indiana (10th Indian Division) e due brigate corazzate(2nd Medium Tank Brigade polacca e 7th Medium Tank Brigade britannica). La seconda linea alleata era su tre divisioni di fanteria; di rincalzo era disponibile una divisione corazzata (6th British Armoured Division).

### Ordine di battaglia dell'Asse
- 1. Fallschirmjägerkorp
  - 42. Jägerdivision
  - 362. Infanteriedivision
  - 98. Volksgrenadierdivision
  - schwere Panzerabteilung 504 (su 36 carri Tiger, 2 Bergepanther per appoggio e soccorso, 11 semicingolati Sd.Kfz. 251, 2 autoblindo Lince, 3 semicingolati SdKfz 7/1 per uso contraereo[7])

Diviso in un numero imprecisato di Kampfgruppe organizzati attorno a piccoli gruppi di semoventi.
- 26. Panzer-Division[9] (tenente generale Viktor Linnarz)
  - 26. Panzer-Regiment
  - 9. Panzergrenadier-Regiment
  - 67. Panzergrenadier-Regimet
  - 93. Panzerartillerie-Regiment
  - 26. Panzeraufklarung-Abteilung
  - 51. Panzerjäger-Abteilung[10]

Per un totale di 25 carri Panther, 84 carri Panzer IV, 8 Sturmgeschütz IV e 8 Jagdpanzer IV
- Battaglione Lupo (Capitano Corrado di Martino) 
  - 1. Compagnia
  - 2. Compagnia
  - 3. Compagnia
  - 4. Compagnia
  - 5. Compagnia Cannoni

### Ordine di battaglia degli Alleati
Le forze alleate ammontavano a
- V British Corps:
  - 2nd New Zealand Infantry Division (in prima linea)
  - 8th Indian Division
  - 78th British Division
  - Gruppo di combattimento "Cremona" (italiano)
- II Polish Corps (tenente generale Anders)
  - 3ª Divisione di fanteria "Karpackich"
  - 4ª Divisione di fanteria "Kresowa"
  - 2ª Brigata carri medi (polacca)
  - 7ª Brigata carri medi (britannica)

In operazione furono impegnate, oltre al Corpo polacco, la 2ª Divisione neozelandese, l'8ª Divisione indiana e la 10ª Divisione indiana (del XIII Corpo d'armata), e per la resistenza italiana la 28ª Brigata Garibaldi "Mario Gordini".

## La battaglia

### Santerno
La difesa tedesca era disposta su tre linee, corrispondenti ai tre fiumi (Senio: linea Irmgard; Santerno: linea Laura; Sillaro: linea Paula) mentre dietro, a protezione di Bologna, era la linea Gengis Khan, sotto il comando di von Vietinghoff (che aveva sostituito Kesselring al Gruppo di Armate C) e dal generale Herr (X armata).
Da parte alleata, l'VIII armata doveva scegliere una linea d'attacco tra le tre obbiettivamente possibili: (1) agire sulla destra estrema del fronte, tentando di forzare il varco di Argenta e buttarsi subito oltre il Po, tagliando quindi ogni possibilità di ritirata alle forze del gruppo di armate C, altrimenti (2) attaccare al centro dello schieramento della X armata, per poi congiungersi alla V armata che doveva occupare Bologna o (3) tentare un movimento nella zona montagnosa che costituiva il suo fianco sinistro per sfociare in pianura oltre la barriera dei fiumi. Le motivazioni per l'attacco centrale furono che il varco d'Argenta, una volta forzato, non avrebbe comunque permesso il passaggio dell'armata su un largo fronte, costringendo le divisioni che la costituivano a passare una per volta, rallentando quindi la manovra globale. D'altra parte un forzamento del fronte sull'Appennino era impraticabile, dato che la strada della Futa, unica via di comunicazione su cui potevano essere effettuati trasferimenti logistici importanti, era già stata assegnata come linea di avanzata alla V armata statunitense. La scelta fu quindi di attaccare al centro. Il piano prevedeva di avanzare sulla via Emilia e, una volta superato il Santerno, in base alla situazione, salire sulle colline per prendere alle spalle i difensori di Bologna, attaccati dalla V armata, o piegare verso Argenta. In questo secondo caso, le forze britanniche si sarebbero dirette immediatamente verso Massa Lombarda e poi verso Budrio. Infine, la data per l'attacco fu fissata per il 9 aprile 1945.
Il 9 aprile iniziò il bombardamento sia di artiglieria sia aereo (che ebbe risultati estremamente efficaci) e, contemporaneamente, scattò l'offensiva terrestre. Il successo della fanteria, appoggiata anche da carri lancia-fiamme, fu immediato, ed essa fin dal primo giorno forzò la linea del Senio. I tedeschi, avendo capito che si trattava di un'azione di vasta portata, decisero la ritirata sul Santerno, lasciando sul posto le retroguardie, che si trincerarono negli abitati di Solarolo, Cotignola, Bagnara di Romagna, Villa San Martino e Mordano, utilizzati come capisaldi. L'8ª divisione indiana e la 2ª neozelandese, costantemente appoggiate dall'aviazione alleata che aveva provocato la completa disorganizzazione delle forze in ritirata, si portavano verso il Santerno già alla sera del 10. Intanto il II Corpo polacco, che aveva come obiettivo Imola, era ancora contenuto dalle retroguardie tedesche, supportate molto efficacemente dal 504º Reparto carri pesante. La 78ª divisione ed il Gruppo di Combattimento "Cremona" si diressero verso il ponte di Bastia (dove il Sillaro sfocia nel Reno) e Argenta per tagliare la ritirata verso est alla X armata.
L'investimento di Lugo avvenne già il 10 aprile, da parte del 18º reggimento neozelandese su carri Sherman e da parte della 8ª divisione indiana, che entrarono per primi in paese con l'aiuto di unità partigiane locali. Lo stesso giorno il Gruppo di Combattimento "Cremona" liberò la cittadina di Alfonsine.
Il Santerno fu superato il giorno 12, ed il giorno successivo la 2ª divisione neozelandese occupò Massa Lombarda, appoggiata dai partigiani locali, nonostante il violento contrasto dei resti del 504º reparto pesante, che appoggiava la 94ª divisione Volksgrenadier.

### Sillaro
A questo punto della battaglia anche il XIII Corpo d'armata (di stanza sull'Appennino) ebbe l'ordine di spostare la 10ª divisione indiana verso Massa Lombarda, per tagliare la linea di ritirata delle unità tedesche schierate sul Sillaro. Intanto la 278.Volksgrenadier e la 4.Fallschrimmjäger si attestavano a difesa dell'area di Medicina, mentre il 14 aprile unità del II Corpo polacco e del Gruppo di Combattimento "Friuli" raggiungevano Imola, mentre nella notte fra il 15 ed il 16 aprile la 2ª Divisione Neozelandese forzava il Sillaro aprendo definitivamente la strada verso Bologna.

## Le conseguenze
Mentre le linee dei fiumi cadevano una dopo l'altra, il II e il IV Corpo d'armata della V armata statunitense, appoggiati da un bombardamento intensissimo, attaccavano dall'Appennino verso Bologna.
Il 20 aprile la 10ª divisione da montagna (IV corpo USA) tagliò la via Emilia fra Bologna e Modena, e nello stesso giorno von Vietinghoff ordinava al gruppo di armate C di ritirarsi sulla riva sinistra del Po, per poi proseguire fino alla linea dell'Adige.

## Cimiteri di guerra
Le salme dei 2.420 caduti che facevano parte dell'VIII Armata britannica riposano in tre cimiteri militari: a Faenza, Villanova di Bagnacavallo e Piangipane.

Faenza fu liberata il 17 dicembre 1944 dai neozelandesi. Nel cimitero di via Santa Lucia sono sepolti i resti di 1.152 soldati. Di questi 886 sono inglesi e gli altri australiani (4), canadesi (25), neozelandesi (tra cui numerosi Maori, 224), sudafricani (7) e indiani (5).

Nel cimitero di Villanova di Bagnacavallo (liberata dalle truppe canadesi nel dicembre 1944) sono sepolti 212 soldati, 206 dei quali canadesi. 
Gli altri militari caduti nella Battaglia del Senio riposano nel cimitero militare inglese ed ebraico di Piangipane. Qui vi sono 956 tombe: 250 inglesi, 438 canadesi, 120 indiani, 96 neozelandesi, 33 ebrei, 11 sudafricani, 6 australiani e 2 di altri Paesi.

Ai tre cimiteri alleati sono da aggiungere:
- cimitero di Camerlona di Ravenna (208 sondati del Gruppo di combattimento Cremona);
- sacrario di Zattaglia di Brisighella (242 caduti del Gruppo di combattimento Friuli)[20].